# Goya 2017
Die 31. Verleihung des Goya fand am 4. Februar 2017 im Madrid Marriott Auditorium Hotel in Madrid statt. Der wichtigste spanische Filmpreis wurde in 28 Kategorien vergeben. Der spanische Schauspieler und Komiker Dani Rovira führte zum dritten Mal in Folge als Gastgeber durch den Abend. Die Nominierungen waren am 14. Dezember 2016 durch die beiden Schauspieler und Goya-Preisträger von 2016 Natalia de Molina und Javier Cámara bekanntgegeben worden. Übertragen wurde die Veranstaltung vom öffentlich-rechtlichen spanischen Fernsehsender La 1 und als Stream auf RTVE.es.

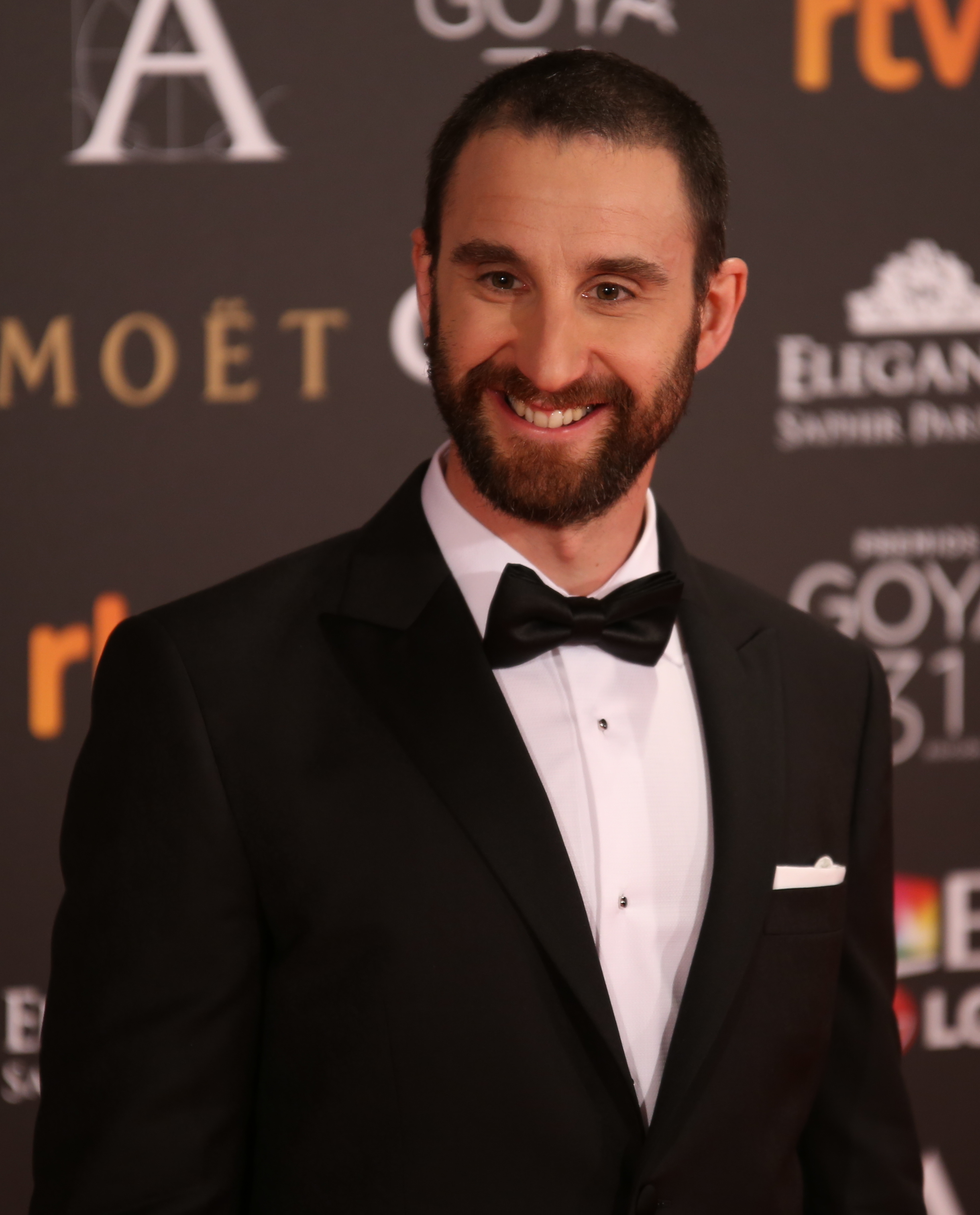
Gastgeber Dani Rovira auf dem roten Teppich der 31. Goya-Verleihung

Der mit zwölf Nominierungen ins Rennen gegangene Fantasyfilm Sieben Minuten nach Mitternacht von Juan Antonio Bayona konnte seiner Favoritenrolle gerecht werden und mit neun Auszeichnungen die meisten Trophäen gewinnen. Der auf dem gleichnamigen Roman von Patrick Ness basierende Film über einen Jungen, der mit seiner sterbenskranken Mutter lebt und in Albträumen auf ein Monster trifft, konnte sich unter anderem in den Kategorien Beste Regie, Beste Kamera, Bester Schnitt, Beste Filmmusik und Beste Spezialeffekte durchsetzen. In der Kategorie Bester Film musste er sich jedoch dem elffach nominierten Thriller Tarde para la ira geschlagen geben, der als Regiedebüt des Schauspielers Raúl Arévalo auch die Kategorien Beste Nachwuchsregie, Bester Nebendarsteller (Manolo Solo) und Bestes Originaldrehbuch für sich entscheiden konnte. Ebenfalls elf Nominierungen hatte im Vorfeld der auf wahren Begebenheiten beruhende Thriller Paesa – Der Mann mit den tausend Gesichtern von Alberto Rodríguez Librero erhalten. Der Film über einen ehemaligen spanischen Geheimagenten, der von der eigenen Regierung verleumdet wurde und nach der Rückkehr aus dem Ausland einen Racheplan in die Tat umsetzt, gewann in den beiden Kategorien Bester Nachwuchsdarsteller (Carlos Santos) und Bestes adaptiertes Drehbuch.

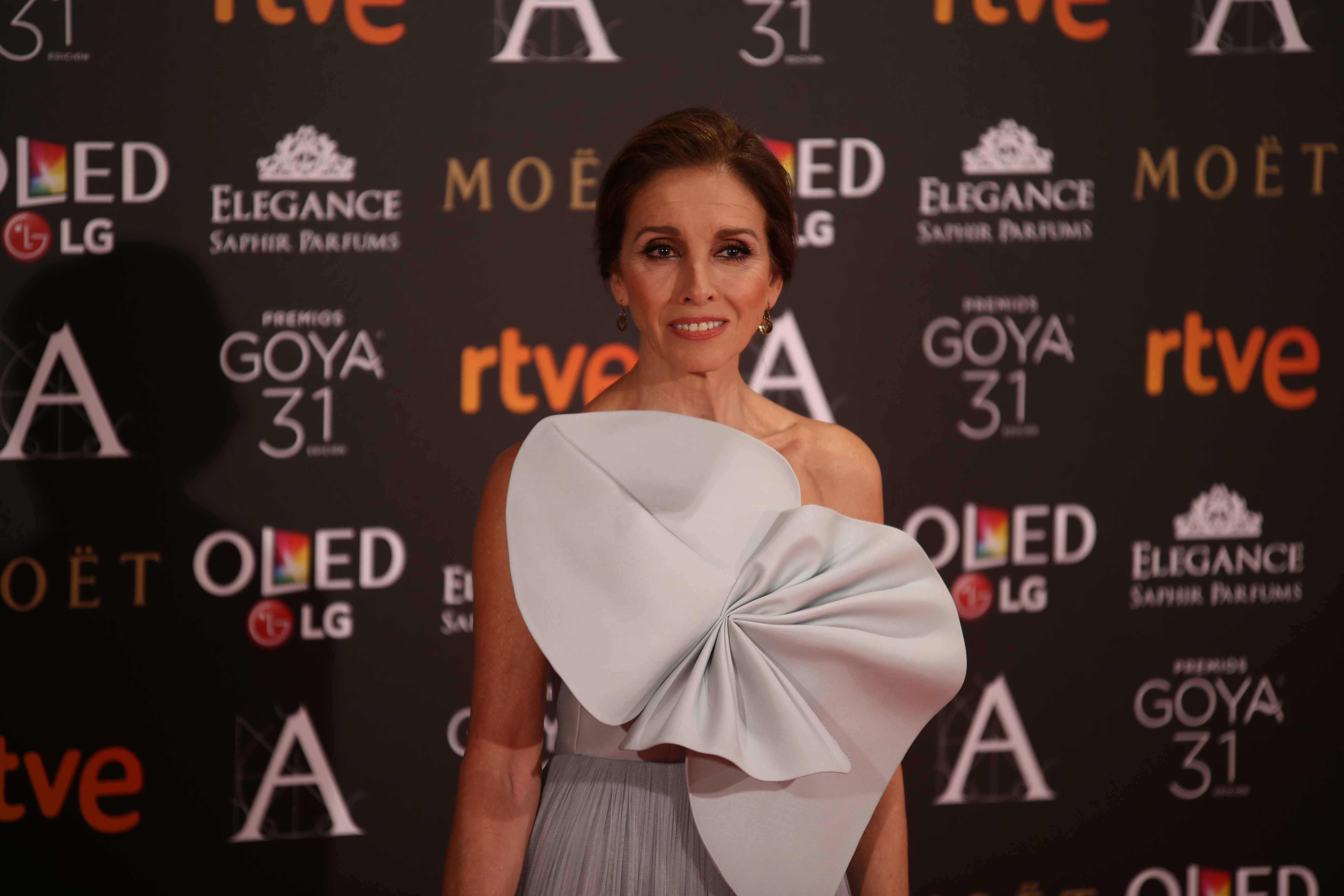
Die Ehrenpreisträgerin Ana Belén bei der Verleihung

Zum besten Hauptdarsteller gekürt wurde Roberto Álamo als Inspektor auf der Suche nach einem Serienkiller in dem sechsfach nominierten Kriminaldrama Die Morde von Madrid. Erstmals mit zwei Darstellerpreisen im selben Jahr bedacht wurde Emma Suárez als beste Hauptdarstellerin für ihre Titelrolle in Pedro Almodóvars Julieta und als beste Nebendarstellerin für das Mysterydrama Die nächste Haut. Als bester europäischer Film wurde Paul Verhoevens international vielfach ausgezeichneter Thriller Elle prämiert. Bester ausländischer Film in spanischer Sprache wurde der argentinische Beitrag Der Nobelpreisträger von Gastón Duprat und Mariano Cohn. Der Ehren-Goya wurde in diesem Jahr der spanischen Schauspielerin und Sängerin Ana Belén zuteil. Pedro Almodóvar, dessen Melodram Julieta siebenfach nominiert war, und Penélope Cruz (für The Queen of Spain als beste Hauptdarstellerin nominiert) unterlagen in diesem Jahr der Konkurrenz.

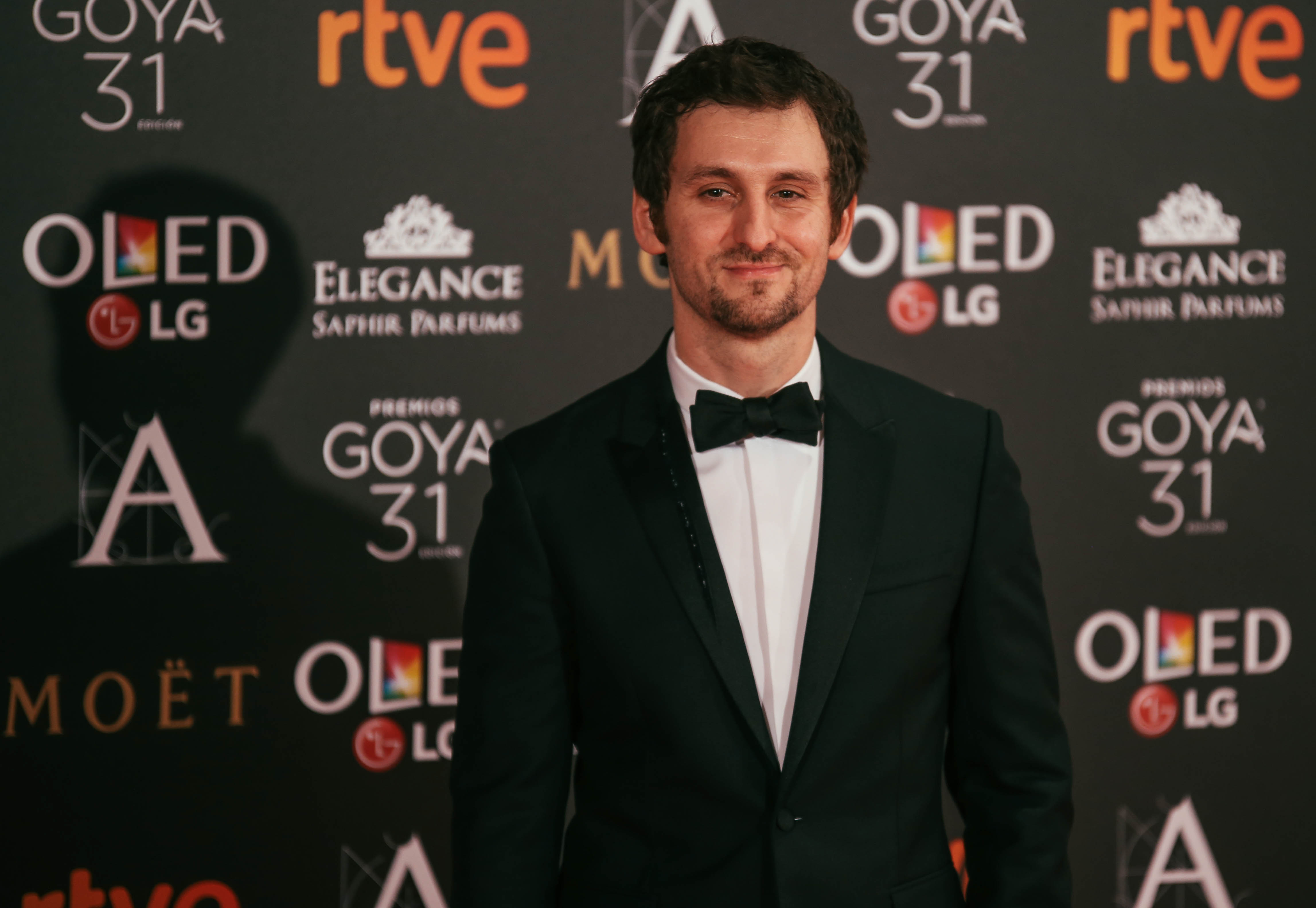
Preisträger und Regisseur des besten Films: Raúl Arévalo

## Gewinner und Nominierte
| Statistik (Filme mit mehr als einer Nominierung) N=Nominierung; A=Auszeichnung |    |   |
| Film                                                                           | N  | A |
| Sieben Minuten nach Mitternacht                                                | 12 | 9 |
| Tarde para la ira                                                              | 11 | 4 |
| Paesa – Der Mann mit den tausend Gesichtern                                    | 11 | 2 |
| 1898. Los últimos de Filipinas                                                 | 9  | 1 |
| Julieta                                                                        | 7  | 1 |
| Die Morde von Madrid                                                           | 6  | 1 |
| The Queen of Spain                                                             | 5  | 0 |
| El Olivo – Der Olivenbaum                                                      | 4  | 1 |
| Kiki, el amor se hace                                                          | 4  | 0 |
| Cerca de tu casa                                                               | 2  | 1 |
| Frágil equilibrio                                                              | 2  | 1 |
| Jeder gegen jeden                                                              | 2  | 0 |
| La puerta abierta                                                              | 2  | 0 |
| María (y los demás)                                                            | 2  | 0 |
| Ozzy – Ein Held auf vier Pfoten                                                | 2  | 0 |

### Bester Film (Mejor película)
Tarde para la ira – Regie: Raúl Arévalo
- Paesa – Der Mann mit den tausend Gesichtern (El hombre de las mil caras) – Regie: Alberto Rodríguez Librero
- Julieta – Regie: Pedro Almodóvar
- Die Morde von Madrid (Que Dios nos perdone) – Regie: Rodrigo Sorogoyen
- Sieben Minuten nach Mitternacht (Un monstruo viene a verme) – Regie: Juan Antonio Bayona

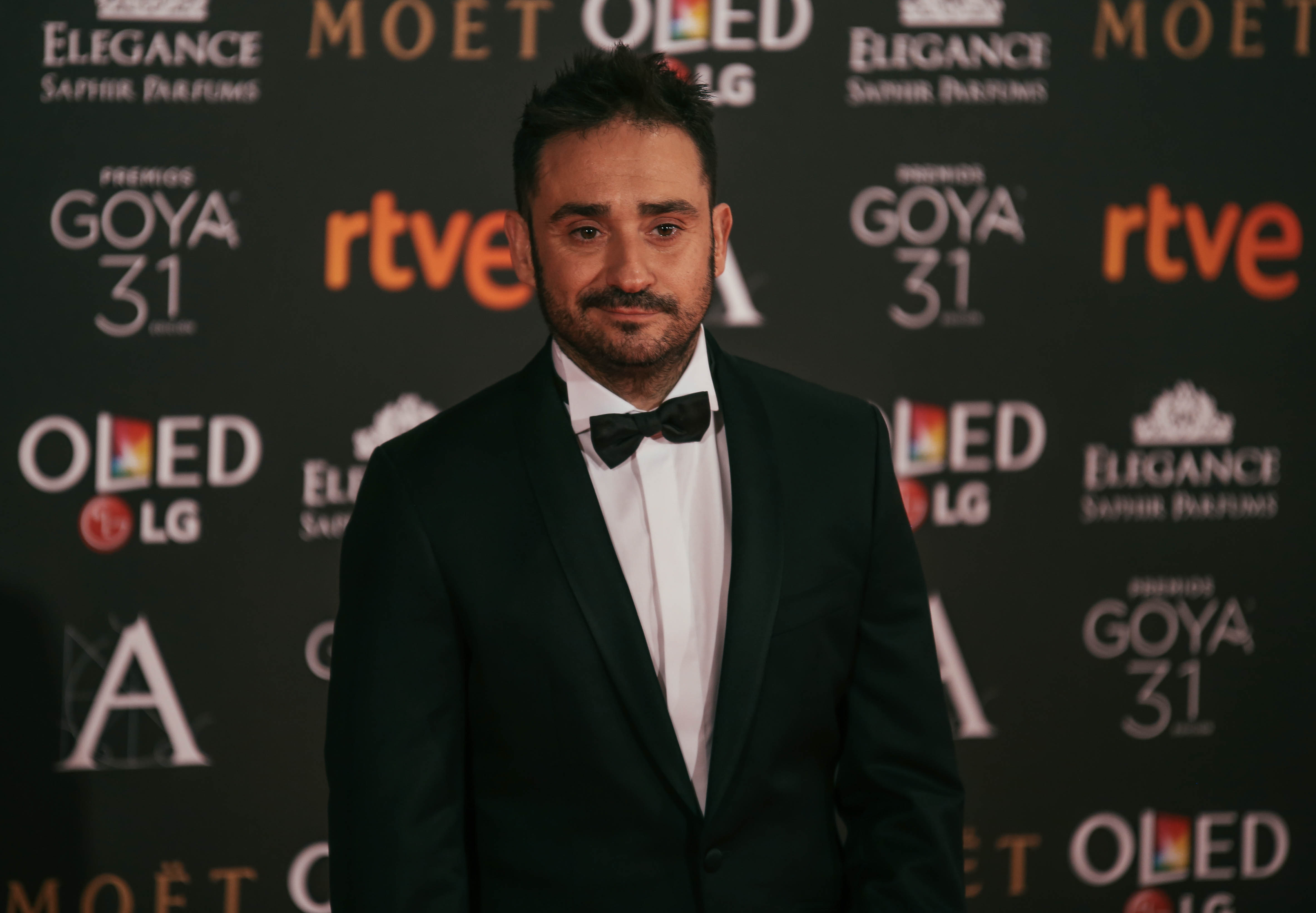
Ausgezeichnet für die beste Regie: Juan Antonio Bayona

### Beste Regie (Mejor dirección)
Juan Antonio Bayona – Sieben Minuten nach Mitternacht (Un monstruo viene a verme)
- Pedro Almodóvar – Julieta
- Alberto Rodríguez Librero – Paesa – Der Mann mit den tausend Gesichtern (El hombre de las mil caras)
- Rodrigo Sorogoyen – Die Morde von Madrid (Que Dios nos perdone)

### Beste Nachwuchsregie (Mejor dirección novel)
Raúl Arévalo – Tarde para la ira
- Salvador Calvo – 1898. Los últimos de Filipinas
- Marc Crehuet – El rei borni
- Nely Reguera – María (y los demás)

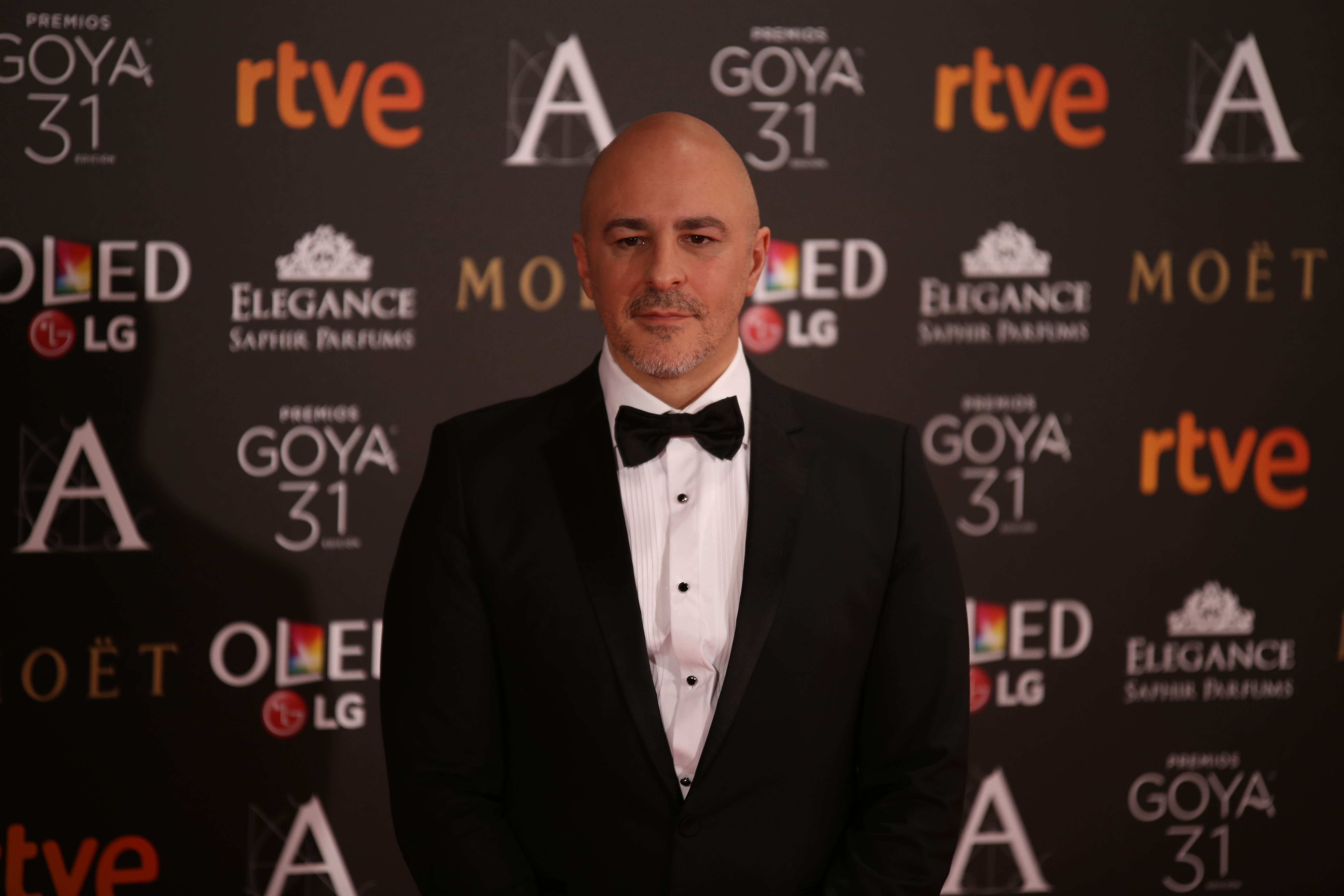
Bester Hauptdarsteller: Roberto Álamo

### Bester Hauptdarsteller (Mejor actor)
Roberto Álamo – Die Morde von Madrid (Que Dios nos perdone)
- Antonio de la Torre – Tarde para la ira
- Luis Callejo – Tarde para la ira
- Eduard Fernández – Paesa – Der Mann mit den tausend Gesichtern (El hombre de las mil caras)

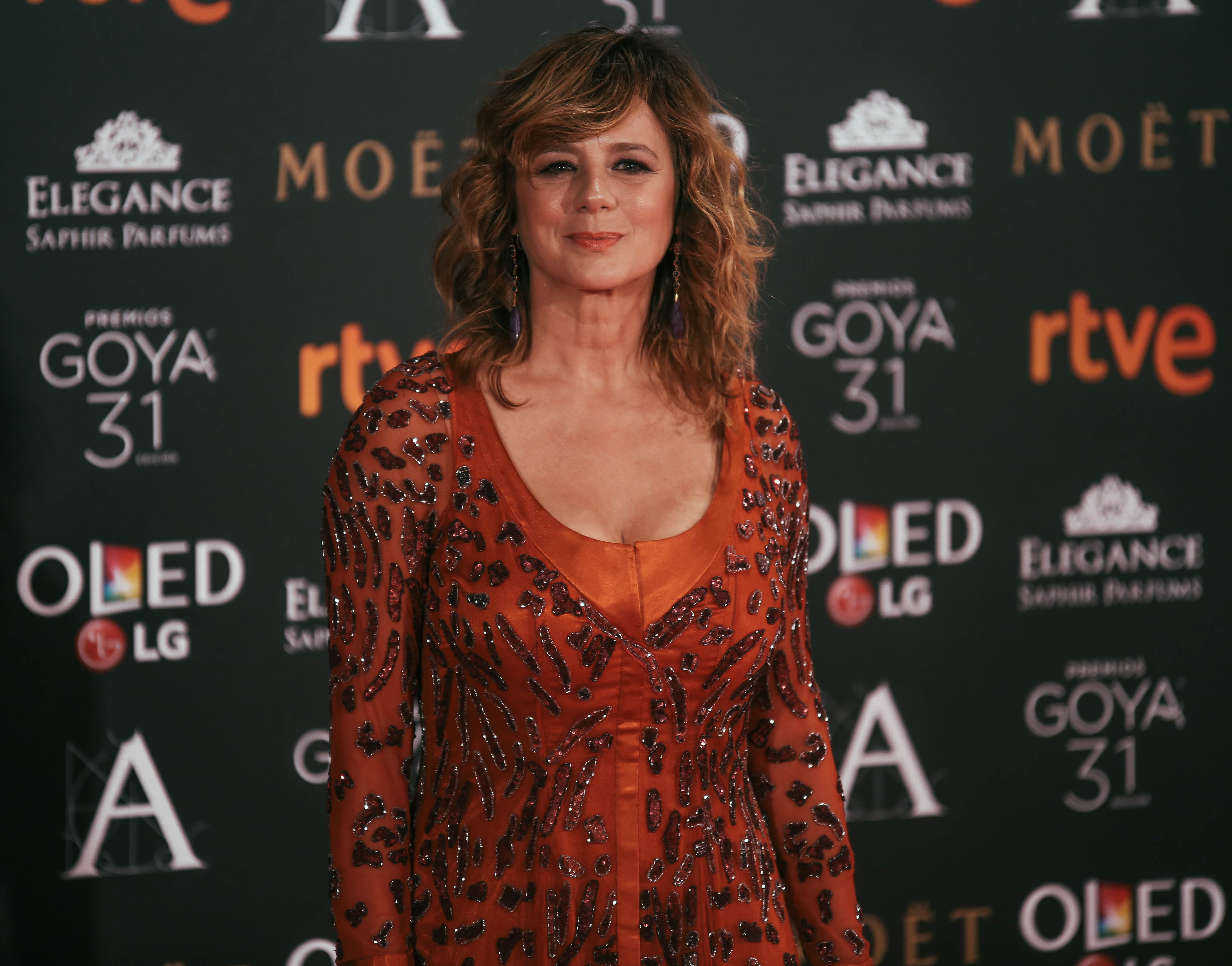
Ausgezeichnet als beste Haupt- und Nebendarstellerin: Emma Suárez

### Beste Hauptdarstellerin (Mejor actriz)
Emma Suárez – Julieta
- Penélope Cruz – The Queen of Spain (La reina de España)
- Bárbara Lennie – María (y los demás)

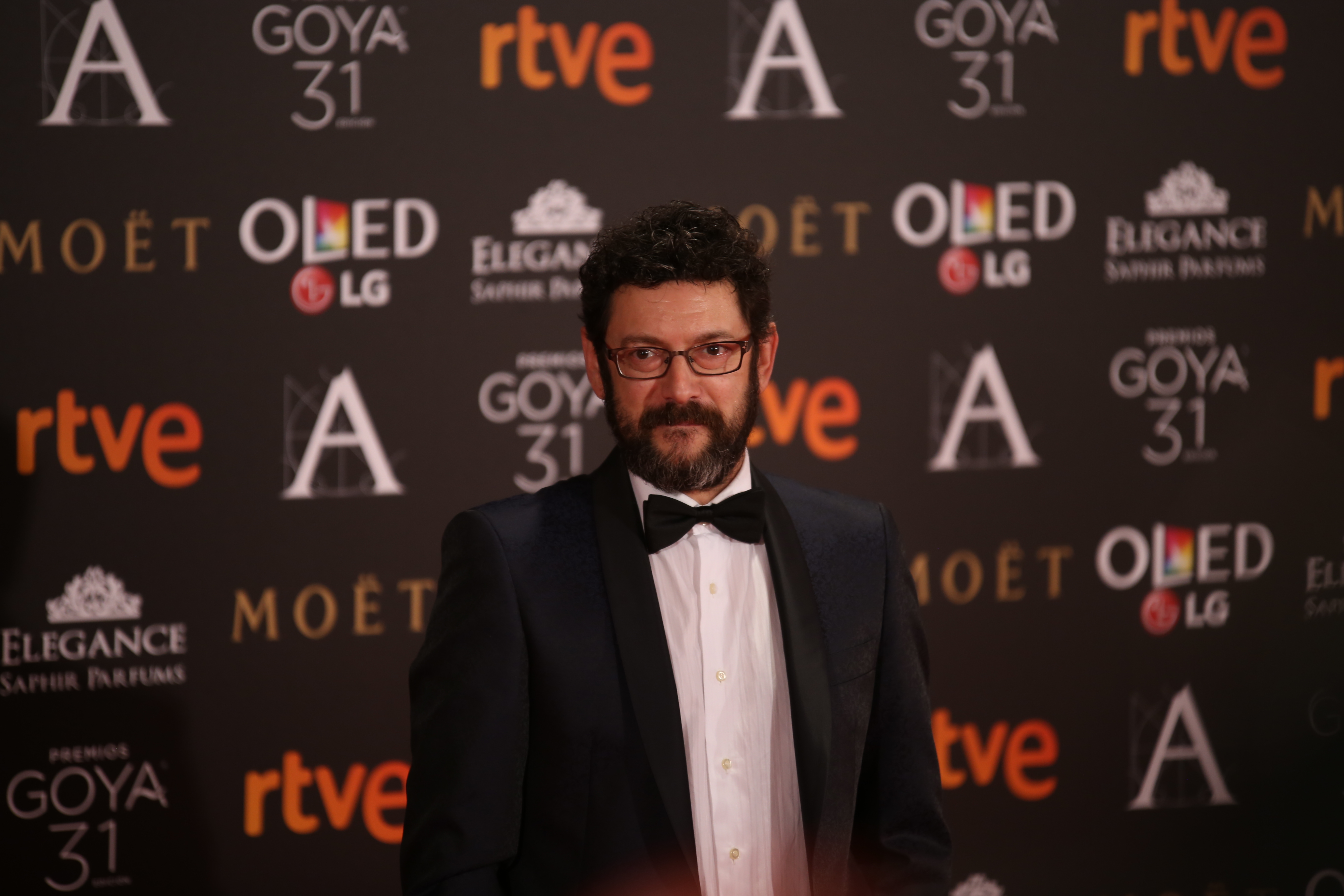
Bester Nebendarsteller: Manolo Solo

- Carmen Machi – La puerta abierta

### Bester Nebendarsteller (Mejor actor de reparto)
Manolo Solo – Tarde para la ira
- Karra Elejalde – 100 metros
- Javier Gutiérrez – El Olivo – Der Olivenbaum (El Olivo)
- Javier Pereira – Die Morde von Madrid (Que Dios nos perdone)

### Beste Nebendarstellerin (Mejor actriz de reparto)
Emma Suárez – Die nächste Haut (La propera pell)
- Terele Pávez – La puerta abierta
- Candela Peña – Kiki, el amor se hace
- Sigourney Weaver – Sieben Minuten nach Mitternacht (A Monster Calls)

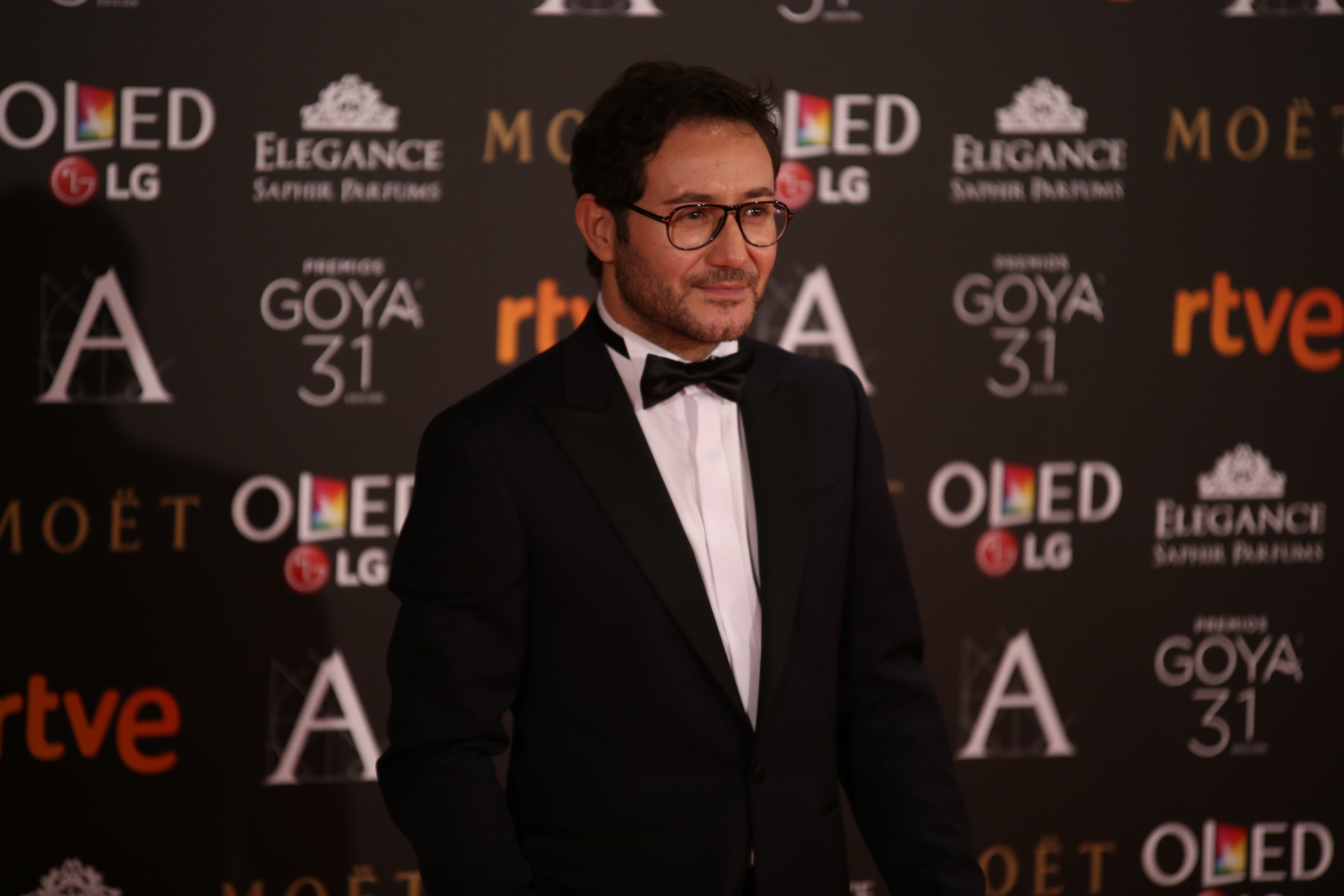
Bester Nachwuchsdarsteller: Carlos Santos

### Bester Nachwuchsdarsteller (Mejor actor revelación)
Carlos Santos – Paesa – Der Mann mit den tausend Gesichtern (El hombre de las mil caras)
- Ricardo Gómez – 1898. Los últimos de Filipinas
- Raúl Jiménez – Tarde para la ira
- Rodrigo de la Serna – Jeder gegen jeden (Cien años de perdón)

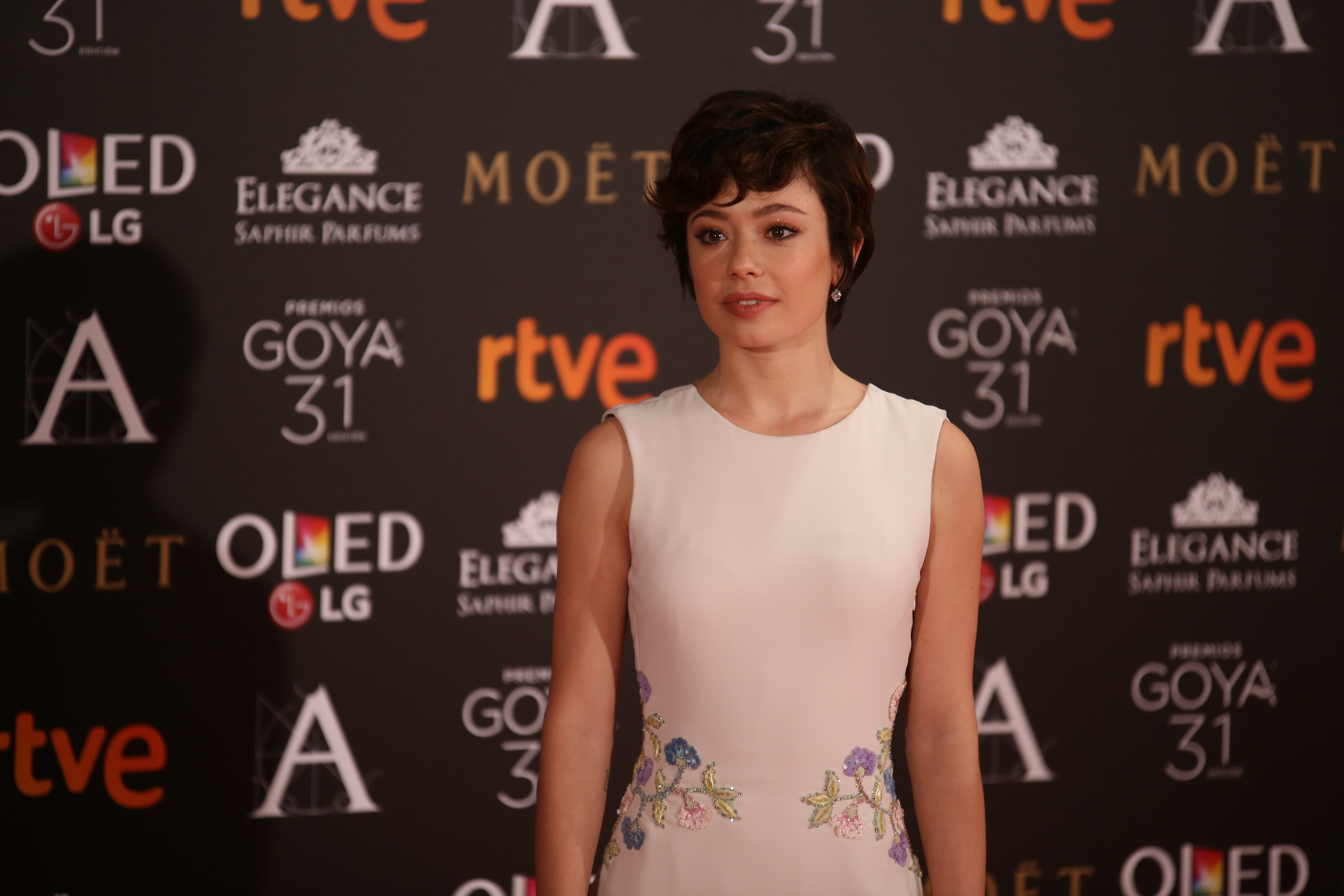
Beste Nachwuchsdarstellerin: Anna Castillo

### Beste Nachwuchsdarstellerin (Mejor actriz revelación)
Anna Castillo – El Olivo – Der Olivenbaum (El Olivo)
- Belén Cuesta – Kiki, el amor se hace
- Ruth Díaz – Tarde para la ira
- Sílvia Pérez Cruz – Cerca de tu casa

### Bestes Originaldrehbuch (Mejor guion original)
Raúl Arévalo und David Pulido – Tarde para la ira
- Jorge Guerricaechevarría – Jeder gegen jeden (Cien años de perdón)
- Paul Laverty – El Olivo – Der Olivenbaum (El Olivo)
- Isabel Peña und Rodrigo Sorogoyen – Die Morde von Madrid (Que Dios nos perdone)

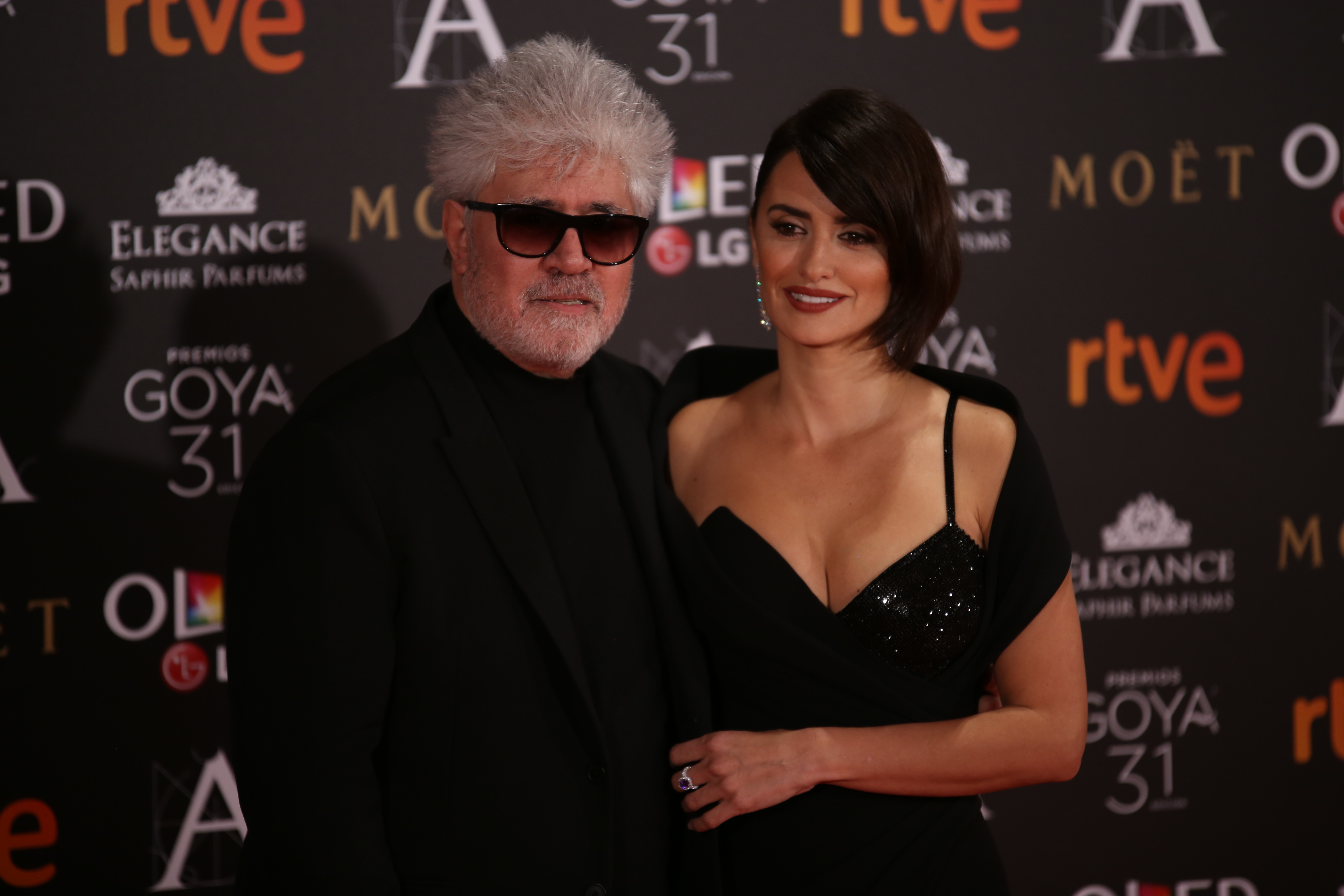
Gingen in ihren Kategorien leer aus: Pedro Almodóvar und Penélope Cruz

### Bestes adaptiertes Drehbuch (Mejor guion adaptado)
Rafael Cobos und Alberto Rodríguez Librero – Paesa – Der Mann mit den tausend Gesichtern (El hombre de las mil caras)
- Pedro Almodóvar – Julieta
- Paco León und Fernando Pérez – Kiki, el amor se hace
- Patrick Ness – Sieben Minuten nach Mitternacht (A Monster Calls)

### Beste Produktionsleitung (Mejor dirección de producción)
Sandra Hermida – Sieben Minuten nach Mitternacht (A Monster Calls)
- Carlos Bernases – 1898. Los últimos de Filipinas
- Manuela Ocón – Paesa – Der Mann mit den tausend Gesichtern (El hombre de las mil caras)
- Pilar Robla – The Queen of Spain (La reina de España)

### Beste Kamera (Mejor fotografía)
Óscar Faura – Sieben Minuten nach Mitternacht (A Monster Calls)
- José Luis Alcaine – The Queen of Spain (La reina de España)
- Álex Catalán – 1898. Los últimos de Filipinas
- Arnau Valls Colomer – Tarde para la ira

### Bester Schnitt (Mejor montaje)
Bernat Vilaplana und Jaume Martí – Sieben Minuten nach Mitternacht (A Monster Calls)
- Alberto del Campo und Fernando Franco – Die Morde von Madrid (Que Dios nos perdone)
- José M. G. Moyano – Paesa – Der Mann mit den tausend Gesichtern (El hombre de las mil caras)
- Ángel Hernández Zoido – Tarde para la ira

### Bestes Szenenbild (Mejor dirección artística)
Eugenio Caballero – Sieben Minuten nach Mitternacht (A Monster Calls)
- Carlos Bodelón – 1898. Los últimos de Filipinas
- Juan Pedro De Gaspar – The Queen of Spain (La reina de España)
- Pepe Domínguez del Olmo – Paesa – Der Mann mit den tausend Gesichtern (El hombre de las mil caras)

### Beste Kostüme (Mejor diseño de vestuario)
Paola Torres – 1898. Los últimos de Filipinas
- Lala Huete – The Queen of Spain (La reina de España)
- Cristina Rodríguez – No culpes al karma de lo que te pasa por gilipollas
- Cristina Rodríguez und Alberto Valcárcel – Tarde para la ira

### Beste Maske (Mejor maquillaje y peluquería)
Marese Langan und David Martí – Sieben Minuten nach Mitternacht (A Monster Calls)
- Milu Cabrer, Alicia López und Pedro Rodríguez – 1898. Los últimos de Filipinas
- Ana López-Puigcerver, Sergio Pérez Berbel und David Martí – Julieta
- Yolanda Piña – Paesa – Der Mann mit den tausend Gesichtern (El hombre de las mil caras)

### Beste Spezialeffekte (Mejores efectos especiales)
Félix Bergés und Pau Costa – Sieben Minuten nach Mitternacht (A Monster Calls)
- Reyes Abades und Eduardo Díaz – Julieta
- Pau Costa und Carlos Lozano – 1898. Los últimos de Filipinas
- Raúl Romanillos und David Heras – Guernica (Gernika)

### Bester Ton (Mejor sonido)
Peter Glossop, Marc Orts und Oriol Tarragó – Sieben Minuten nach Mitternacht (A Monster Calls)
- Eduardo Esquide, Juan Ferro und Nicolas de Poulpiquet – 1898. Los últimos de Filipinas
- José A. Manovel, César Molina und Daniel de Zayas – Paesa – Der Mann mit den tausend Gesichtern (El hombre de las mil caras)
- Sergio Testón und Nacho Royo-Villanova – Ozzy – Ein Held auf vier Pfoten (Ozzy)

### Beste Filmmusik (Mejor música original)
Fernando Velázquez – Sieben Minuten nach Mitternacht (A Monster Calls)
- Pascal Gaigne – El Olivo – Der Olivenbaum (El Olivo)
- Alberto Iglesias – Julieta
- Julio de la Rosa – Paesa – Der Mann mit den tausend Gesichtern (El hombre de las mil caras)

### Bester Filmsong (Mejor canción original)
„Ai, ai, ai“ von Sílvia Pérez Cruz – Cerca de tu casa
- „Kiki“ von Ale Acosta, Cristina Manjón, David Borràs Paronella, Marc Peña Rius und Paco León – Kiki, el amor se hace
- „Descubriendo India“ von Luis Ivars – Bollywood Made in Spain
- „Muerte“ von Zeltia Montes – Frágil equilibrio

### Bester Kurzfilm (Mejor cortometraje de ficción)
Timecode – Regie: Juanjo Giménez
- Auf dem Dach (En la azotea) – Regie: Damià Serra Cauchetiez
- Bla Bla Bla – Regie: Alexis Morante
- Graffiti – Regie: Lluís Quílez
- La invitación – Regie: Susana Casares

### Bester animierter Kurzfilm (Mejor cortometraje de animación)
Decorado – Regie: Alberto Vázquez
- Darrel – Regie: Alan Carabantes
- Made in Spain – Regie: Coke Riobóo
- Uka – Regie: Valle Comba

### Bester Dokumentarkurzfilm (Mejor cortometraje documental)
Cabezas habladoras – Regie: Juan Vicente Córdoba
- Esperanza – Regie: Álvaro Longoria
- Palabras de Caramelo – Regie: Juan Antonio Moreno Amador
- The Resurrection Club – Regie: Álvaro Corcuera und Guillermo Abril

### Bester Animationsfilm (Mejor película de animación)
Birdboy: The Forgotten Children (Psiconautas, los niños olvidados) – Regie: Pedro Rivero und Alberto Vázquez
- Ozzy – Ein Held auf vier Pfoten (Ozzy) – Regie: Alberto Rodríguez
- Teresa eta Galtzagorri – Regie: Agurtzane Intxaurraga

### Bester Dokumentarfilm (Mejor película documental)
Frágil equilibrio – Regie: Guillermo García López
- Hieronymus Bosch – Garten der Lüste (El Bosco. El jardín de los sueños) – Regie: José Luis López-Linares
- Nacido en Siria – Regie: Hernán Zin
- Omega – Regie: Gervasio Iglesias und José Sánchez-Montes

### Bester europäischer Film (Mejor película europea)
Elle, Frankreich – Regie: Paul Verhoeven
- Genius – Die tausend Seiten einer Freundschaft (Genius), Großbritannien – Regie: Michael Grandage
- Son of Saul (Saul fia), Ungarn – Regie: László Nemes Jeles
- Ich, Daniel Blake (I, Daniel Blake), Großbritannien – Regie: Ken Loach

### Bester ausländischer Film in spanischer Sprache (Mejor película extranjera de habla hispana)
Der Nobelpreisträger (El ciudadano ilustre), Argentinien – Regie: Gastón Duprat und Mariano Cohn
- Anna, Kolumbien – Regie: Jacques Toulemonde Vidal
- Caracas, eine Liebe (Desde allá), Venezuela – Regie: Lorenzo Vigas
- Las elegidas, Mexiko – Regie: David Pablos

## Ehrenpreis (Goya de honor)
- Ana Belén, spanische Schauspielerin und Sängerin